# Yuknoom Yich'aak K'ahk'
Yuknoom Yich'aak K'ahk' o Garra de Jaguar (6 de octubre de 649 - 31 de marzo de 698) fue un ajaw o gobernante maya del ajawlel o señorío de Kaan cuya sede era Calakmul, ubicada actualmente en el estado mexicano de Campeche. Su nombre también ha sido traducido como Garra de Fuego o Zarpazo de Fuego.

## Nacimiento y entronización
Fue hijo de su antecesor, Yuknoom Ch'een II “el Grande”, y hermano de Utzeh K'ab K'inich. De acuerdo a la cuenta larga del calendario maya nació el 9.10.16.16.19 3 kawak 2 ceh, su nacimiento se registró en la estela 9 de Calakmul y en el panel 6 de La Corona (Sak Nikte'), localidad que mantenía lazos políticos con el señorío de Kaan.
El 13 de julio de 662, cuando tenía trece años de edad, visitó Dos Pilas, lugar en donde le rindieron pleitesia el gobernante local,  B'alaj Chan K'awiil, y  Nuun Ujol Chaak, gobernante de Tikal, quien había sido sometido por su padre, Yuknoom “el Grande”. De acuerdo a las inscripciones, Yuknoom Yich'aak K'ahk' visitó La Corona el 25 de febrero de 683. Es probable que hubiese comenzado a ejercer el poder poco antes de la muerte de su padre. Finalmente, el 9.12.13.17.7 6 manik 5 zip, es decir, el 3 o 6 de abril de 686 se llevó a cabo su entronización. Su nombramiento como divino señor de Kaan (k'uhul Kaan ajaw) se registró en estelas de Dos Pilas y de El Perú. En el 688 apadrinó a  K'ahk' Tiliw Chan Chaak como noveno gobernante de  El Naranjo, quien reiteró su fidelidad al señorío de Kaan.

## Guerra contra Tikal
A pesar de la hegemonía que había impuesto el señorío de Kaan a diversas ciudades del sur del área maya y de la fidelidad que le brindaron sus aliados, el nuevo ajaw de Tikal, Jasaw Chan K'awiil, emprendió una inmensa guerra contra Yuknoom Yich'aak K'ahk', infligiéndole una severa derrota el 5 de agosto de 695. De acuerdo a la inscripciones que marcan el derribo del pedernal y escudo (took' pakal) del señorío de Kaan, durante la batalla fue capturada una efigie de veinte metros llamada yahaw maan que representaba a una de las deidades de Calakmul. Tras la derrota, varias de las ciudades estado aliadas de Kaan desertaron a su vasallaje.
Aunque se ha especulado que Yuknoom Yich'aak K'ahk' fue capturado y  sacrificado, de acuerdo a una inscripción de la escalinata 2 del bloque V de La Corona,  el ajaw de Kaan todavía llegó a visitar a dicha ciudad aliada el 29 de enero de 696. La derrota propinada por Tikal fue el inicio del ocaso del poderío de Calakmul. Yuknoom Yich'aak K'ahk' murió el 9.13.6.2.9 7 muluk 7 zip, es decir, el 31 de marzo de 698.